# Labégude
Labégude település Franciaországban, Ardèche megyében. Lakosainak száma 1376 fő (2022. január 1.). Labégude Aubenas, Mercuer, Prades, Ucel és Vals-les-Bains községekkel határos.

## Népesség
A település népességének változása:
| Lakosok száma | 1784 | 1695 | 1401 | 1363 | 1385 | 1398 | 1393 | 1358 | 1359 | 1376 |
|               | 1968 | 1982 | 1990 | 2006 | 2013 | 2015 | 2017 | 2019 | 2020 | 2022 |